# Zodíac del portal de Sant Fermí

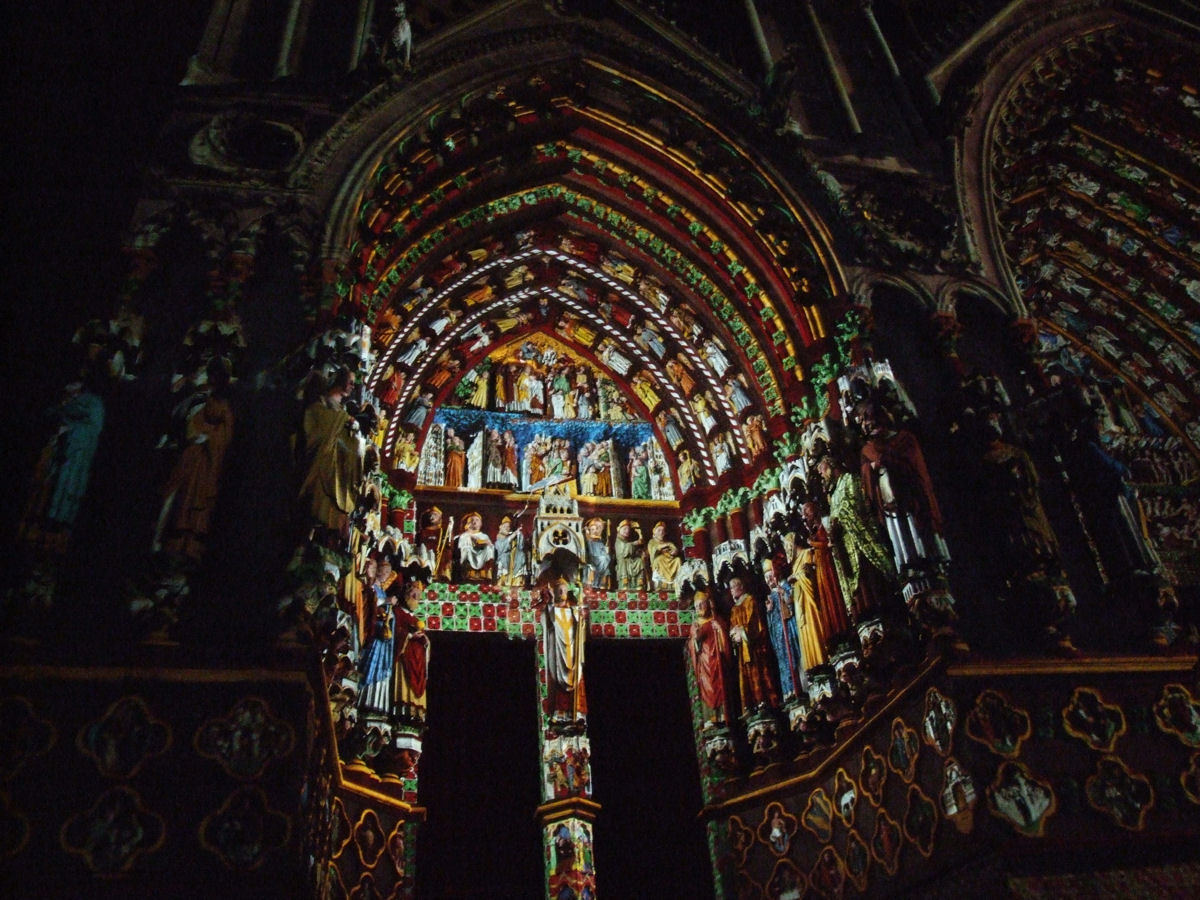
Portal de Sant Fermí il·luminat de nit

El zodíac de la catedral d'Amiens és un conjunt de relleus situats en forma de fris seguit en la part baixa sobre els dos costats del portal de Sant Fermí que correspon a la part nord de la façana principal de la catedral de Notre-Dame d'Amiens (part esquerra de l'espectador). Es presenta com una sèrie de medallons, tallats en forma de trèvol de quatre fulles, i representa un calendari agrari que estableix una correspondència entre els signes del zodíac i el treball del camp durant els mesos de l'any.
Les escultures es llegeixen en parells de plànols superposats: la representació superior és la que correspon al signe zodiacal i el dibuix inferior representa el relleu del mateix mes. Gairebé totes aquestes escultures estan molt ben conservades; van ser realitzades a partir de l'inici de la construcció de la catedral gòtica, és a dir, entre els anys 1220 i 1230, durant el regnat de Lluís VIII de França. El Zodíac és comunament anomenat «calendari Picard» o «calendari d'Amiens». Els personatges representats treballen en el camp, la qual cosa és comprensible donat el predomini significatiu de població rural a la zona d'Amiens, i també s'aprecien els vestits corresponents a les diferents estacions de l'any. Segons Antoine Pierre Gilbert, crida l'atenció l'ordre en el qual es van classificar els mesos, ja que el primer més representat és el de juny en lloc del que corresponia a l'època de la construcció del temple, que era al març (amb el signe Àries); una explicació que es dona és que va ser una errada de l'escultor, encara que a la catedral de Chartres, on també existeix un calendari rural en una de les arcades de la porta d'entrada, comença també amb el mes de juny. Altres autors com Michael Camille i Emile Male comenten que l'any comença pel mes de desembre-gener des de la part dreta de la porta. Se sap que els jueus feien començar l'any en la Pasqua (a l'equinocci de primavera), però els egipcis i els sumeris l'any l'iniciaven en el solstici d'estiu.
|  |  |  |  |

## Descripció del zodíac del portal de Sant Fermí
A la porta dels temples i grans catedrals va ser on es representava a manera de grans retaules la teologia cristiana i on també va tenir lloc, freqüentment, la figuració de l'activitat humana amb relació a la representació dels mesos. Al gener la simbologia s'inclina cap a la figura de l'antic déu Janus i el menjar. Al febrer es descansava i s'acostumava a estar a la vora del foc, esperant l'arribada del març, del qual la poda d'arbres era una de les seves representacions. A l'abril i el maig les primeres manifestacions del sembrat apareixien: les flors o branques simbolitzaven les festes de primavera. Al juliol la representació més comuna era la sega del blat, i a l'agost, la batolla per desgranar els cereals. Al setembre la major part de les seves representacions mostren el treball de la verema que acabava a l'octubre amb l'elaboració del vi i el seu emmagatzematge en bótes. El novembre era el mes de pasturatge dels porcs i el desembre el dels banquets com a resultat de la caça o de la matança del porc.
- Càncer
- Lleó
- Verge
- Balança
- Escorpió
- Sagitari

- Representa un llaurador amb la dalla per a la recollida del fenc al mes de juny
- Representa la collita del blat amb la falç durant el mes de juliol
- Correspon al desgranament de les espigues amb una batolla al mes d'agost
- Un home realitza la recollida de les nous al mes de setembre
- Correspon a trepitjar el raïm per aconseguir el vi al mes d'octubre
- Té lloc la sembra abans de l'hivern durant el mes de novembre

- Capricorn
- Aquari
- Peixos
- Àries
- Taure
- Gèminis

- Correspon a la matança del porc al mes de desembre
- El personatge representat és un Janus bicèfal (la paraula gener prové de Janus). Té dues cares: l'esquerra és d'un vell i representa el treball de l'any passat, i la dreta és una cara jove i simbolitza el nou any, que es troba menjant tot el que havia acumulat durant l'any. Correspon al mes de gener
- Representa a un ancià que s'està escalfant i cuinant al costat del foc; concorda amb el mes de febrer
- Torna la primavera amb el treball a l'aire lliure i principalment el de la vinya durant el mes de març
- Es correspon amb la caça amb falcó i amb el conreu del blat del mes d'abril
- S'observa una figura asseguda descansant a l'ombra d'un arbre, mentre escolta el cant d'un ocell, es correspon amb la renovació de la vegetació del mes de maig

## El zodíac al cristianisme

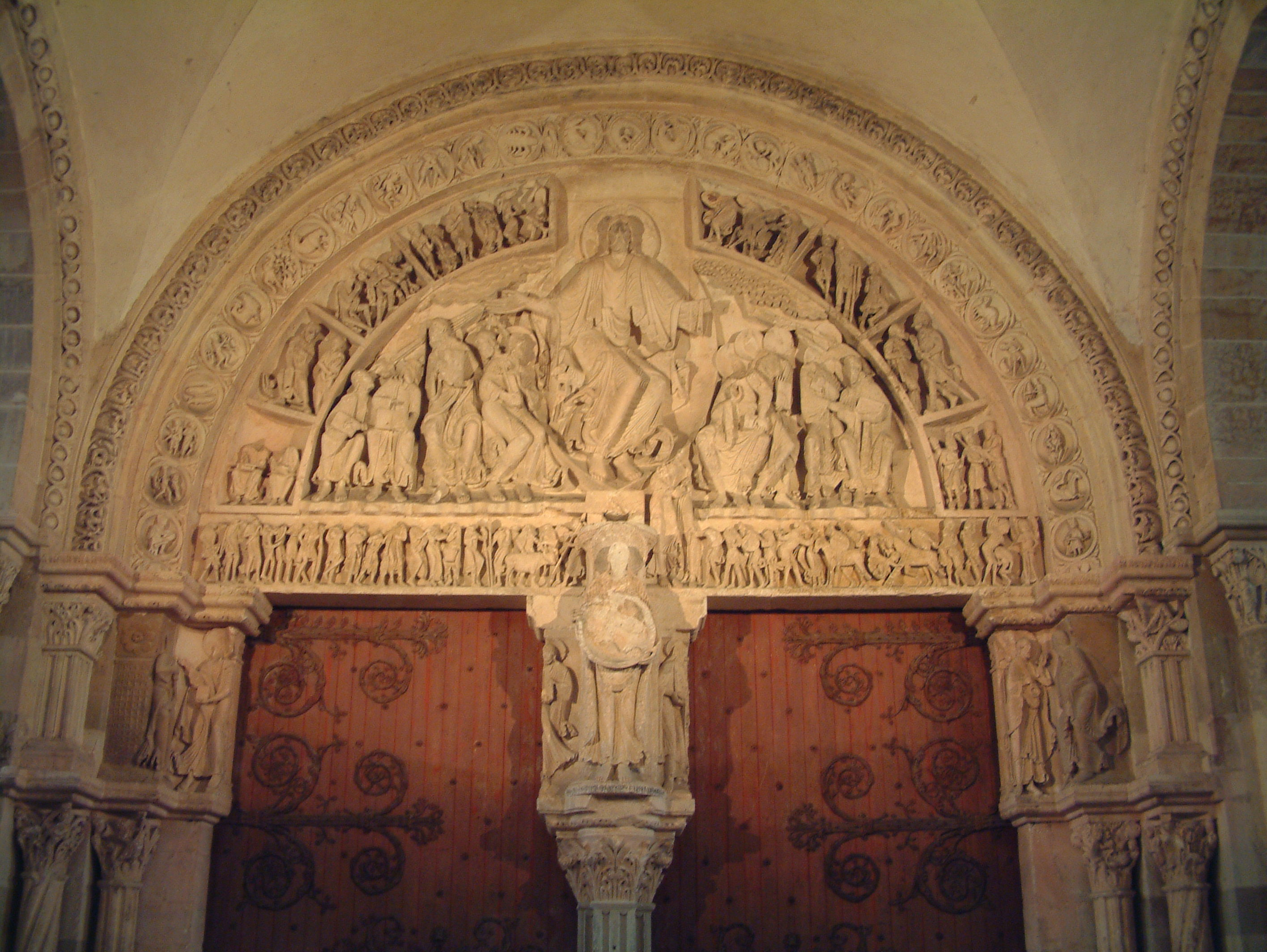
Arc de l'abadia de Vézelay amb els signes del zodíac

La utilització dels símbols del zodíac en temples cristians es remunta a època molt antiga en la qual en basíliques paleocristianes ja estaven representats en forma de mosaics. Normalment la imatge de Crist salvador es trobava col·locada en un cercle central i envoltat pels signes zodiacals. Aquestes representacions van ser preses dels antics cultes pagans en els quals el zodíac estava també envoltant els seus déus com Fanes, Mitra o Aion, mostrant-los com «Senyor del temps» en un moviment circular sense fi. També diverses iconografies astronòmiques estan basades en l'antic Egipte: per exemple, a l'abadia de Vézelay hi ha els signes del zodíac representats prop de Crist al voltant d'un arc del portal del temple, junt amb els del treball del camp en els seus mesos corresponents. Es pot comprovar que s'ha col·locat exactament com els que es troben al fons d'alguns sarcòfags egipcis dels segles viii-iv aC.
Són nombrosos els exemples que es poden trobar de les representacions zodiacals a edificis religiosos durant l'edat mitjana. Un exemple és el pòrtic de Santa Maria de Ripoll, en el qual els símbols pels quals es representen els mesos foren estudiats per J.C. Webster, que va establir un parentiu amb sèries de diferents punts europeus, com per exemple la representació de l'ofici d'un boter al mes d'agost, que és un element gairebé exclusivament italià. Un altre exemple és la basílica de San Isidre de Lleó: en l'anomenada «Puerta del Cordero» hi ha a la part superior la representació en relleu dels dotze signes del zodíac, que aquí comencen pel signe de Peixos i acaben en el d'Àries;. Finalment, al tapís de la Creació de la catedral de Girona les franges laterals es representen els mesos: a l'esquerra de l'espectador, des del febrer fins al juny, i a la dreta només hi ha fragments del juliol fins a l'octubre. Aquestes representacions dels mesos són properes al manuscrit carolingi de Salzburg.

## Representació dels mesos
La paraula ‘mes’ ve del llatí mensis, ídem, derivat del participi mensus del verb metiri, ‘mesurar’. Aquesta mesura es pren en totes les cultures del còmput lunar. En alguns idiomes la paraula que significa "mes" ve precisament de la Lluna, com per exemple en anglès, en turc i en basc. Alguns mesos van ser dedicats pels romans a determinades divinitats, festes o treballs: per exemple, procedeix de camp de Mart el nom de març (el camp de Mart era on es reunien els soldats de Roma cada any durant aquest mes). Aquest costum es va estendre per totes les províncies de l'Imperi. El rei de França Pipí I el Breu va canviar aquest costum al mes de maig per les baixes temperatures de l'Europa Central. A l'Edat mitjana les al·legories que es troben representen als mesos amb els esdeveniments naturals que es practicaven durant aquests, amb lleugers canvis segons els treballs i festes de diferents regions.